# Château de Bamburgh
Le château de Bamburgh (/ˈbæmbrə/) est situé dans le comté de Northumberland, en Angleterre, sur la côte de la mer du Nord, près du village de Bamburgh.

## Situation
Le château est érigé sur une longue arête rocheuse, toute petite partie du Whin Sill, parallèle à la côte et qui émerge du cordon dunaire longeant le rivage. Cette crête rocheuse est longue d'environ 180 mètres et domine la grève d'une trentaine de mètres. La face de cette barre rocheuse est quasiment à pic côté terre tandis que ses pentes du côté du rivage sont moins abruptes mais néanmoins très prononcées. Il s'agit donc d'un site naturellement très fortifié, favorable à l'implantation d'un château. De celui-ci, la vue porte au loin tout au long de la côte, vers le sud-est jusqu'au petit port de Seahouses et, vers le nord-ouest, jusqu'à l’île de Lindisfarne. Face au château, à trois kilomètres au large, s'étend le petit archipel rocheux des îles Farne qui est de nos jours une réserve naturelle protégée pour les oiseaux marins et les phoques gris.

## Histoire
Au Ve siècle, l'emplacement de l'actuel château est occupé par un fort breton nommé Din Guarie, qui constitue peut-être la capitale du royaume de Brynaich.
Le roi angle semi-légendaire Ida se serait emparé du fort en 547 et serait devenu le premier roi de la Bernicie anglo-saxonne. Selon l'Historia Brittonum, le petit-fils d'Ida, Æthelfrith, offre le château à sa femme Bebba, dont le nom serait à l'origine de l'actuel Bamburgh.
Les fortifications d'origine ont été détruites par les Vikings en 993. L'actuel château est édifié autour d'une reconstruction des débuts de l'époque normande dont le cœur est indéniablement le gros donjon roman carré flanqué de quatre tourelles aux angles et de contreforts sur ses faces et  qui domine l'ensemble des bâtiments.
Guillaume II d'Angleterre l'a assiégé sans succès en 1095 pendant une révolte soutenue par son propriétaire, Robert de Montbray, le Comte de Northumbrie. Après que Robert eut été capturé, sa femme continua à défendre la place jusqu'à ce qu'elle soit contrainte de la rendre sous la menace du roi de crever les yeux de son mari.

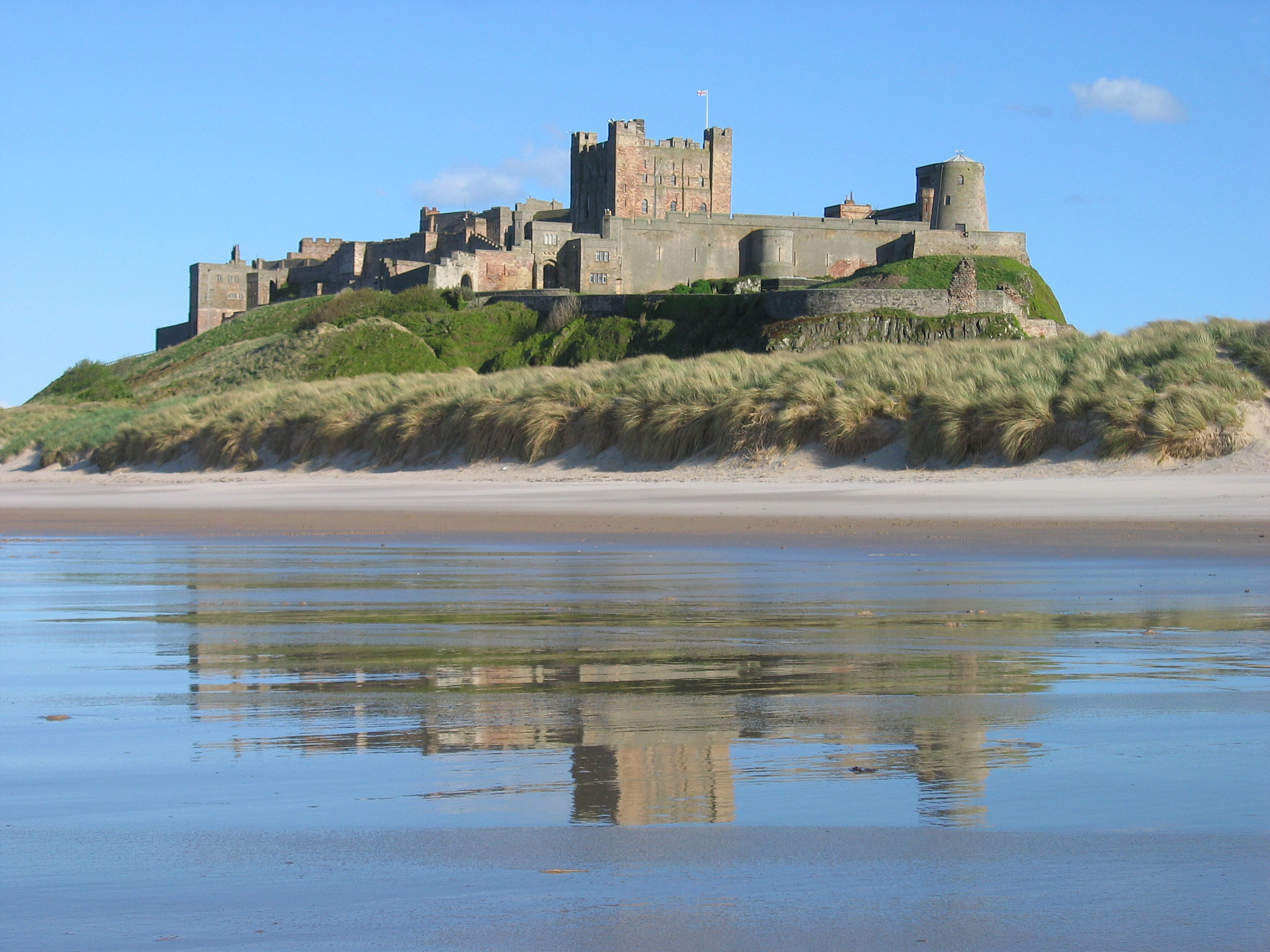
Vue depuis la plage.

Bamburgh devint alors la propriété des monarques anglais. C'est probablement Henri qui fit ériger le gros donjon carré à contreforts. Comme avant-poste anglais important, le château était la cible de raids occasionnels des Écossais. En 1464, pendant la guerre des Deux-Roses, il est devenu le premier château en Angleterre à être vaincu par l'artillerie, à la fin d'un siège de neuf mois par Richard Neville, le 16e Comte de Warwick.
La famille Forster de Northumberland a fourni à la Couronne douze gouverneurs successifs du château pendant environ 400 ans jusqu'à ce que la Couronne en donne la pleine propriété à Sir John Forster. La famille a conservé le château jusqu'à Sir William Forster mort en 1700 et qui fut déclaré en faillite à titre posthume. Ses propriétés, y compris le château, furent alors vendues à Nathaniel Crew, Évêque de Durham (le mari de sa sœur Dorothy) conformément à un Acte du Parlement pour régler les dettes.
Le château fut ensuite détérioré sous plusieurs propriétaires puis restauré au cours des XVIIIe et XIXe siècles. Il est finalement acheté par l'industriel William George Armstrong qui engage de coûteuses restauration et reconstruction à la fin du XIXe siècle. Il appartient toujours à cette famille qui l'a ouvert au public, il accueille également des événements ponctuels.
De nombreux films y ont été tournés, comme Ivanhoé (1952), Le Cid (1961), Marie Stuart, Reine d'Écosse (1971), Elizabeth (1998) et Robin des Bois (2010).

## L'archéologie au château

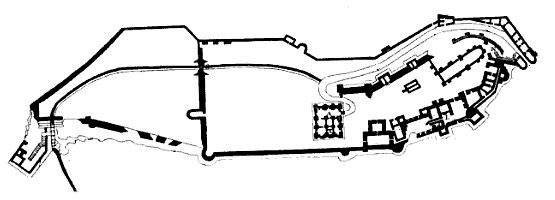
Le plan du château en 1825 dessiné par William Woolnoth.

Depuis 1996, le Bamburgh Research Project entreprend des recherches archéologiques et historiques sur le château et ses environs. Des premières recherches avaient eu lieu dans les années 1960 sous la direction de Brian Hope-Taylor (en). Au cours de ces fouilles, il a mis au jour divers objets remarquables que l'on date du VIIe siècle : en 1960 une épée, l'épée de Bamburgh (en), et en 1971, une plaque décorative en or, la Bamburgh Beast.
Le projet accueille des étudiants pendant dix semaines chaque été pour leur apprendre les techniques de fouille tout en approfondissant la connaissance du château.

## Dans la fiction
Dans la série de romans Les histoires saxonnes, leur auteur Bernard Cornwell, lui-même lointain descendant des maîtres de Bamburgh, en fait le lieu de naissance du personnage principal, Uhtred de Bebbanburgh. Une représentation idéalisée de l'ancien château apparaît ainsi à plusieurs reprises dans l'adaptation télévisée des romans, The Last Kingdom. Le château est également modélisé dans le jeu Forza Horizon 4 comme arène de jeu et bien achetable.

## Galerie

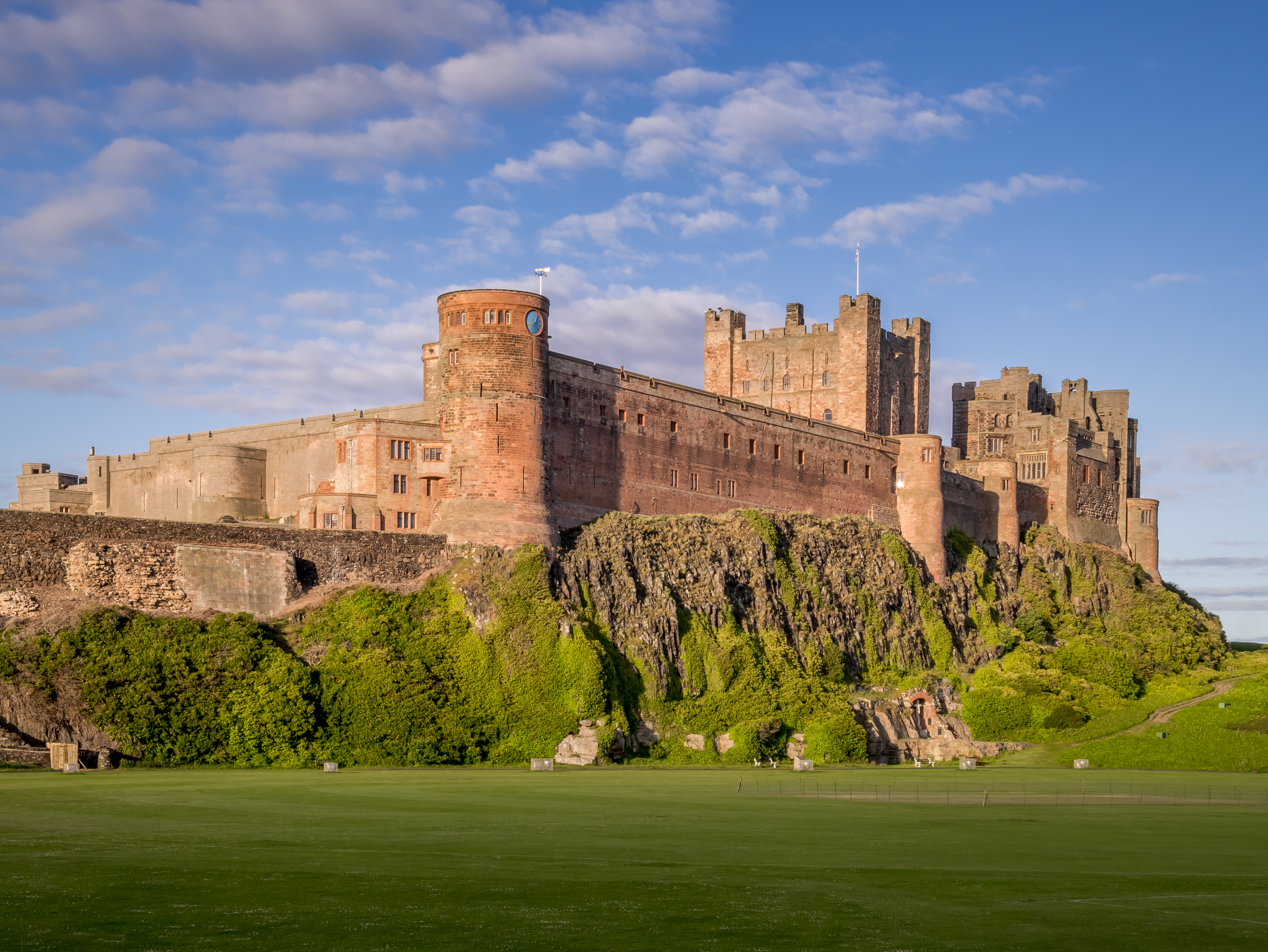
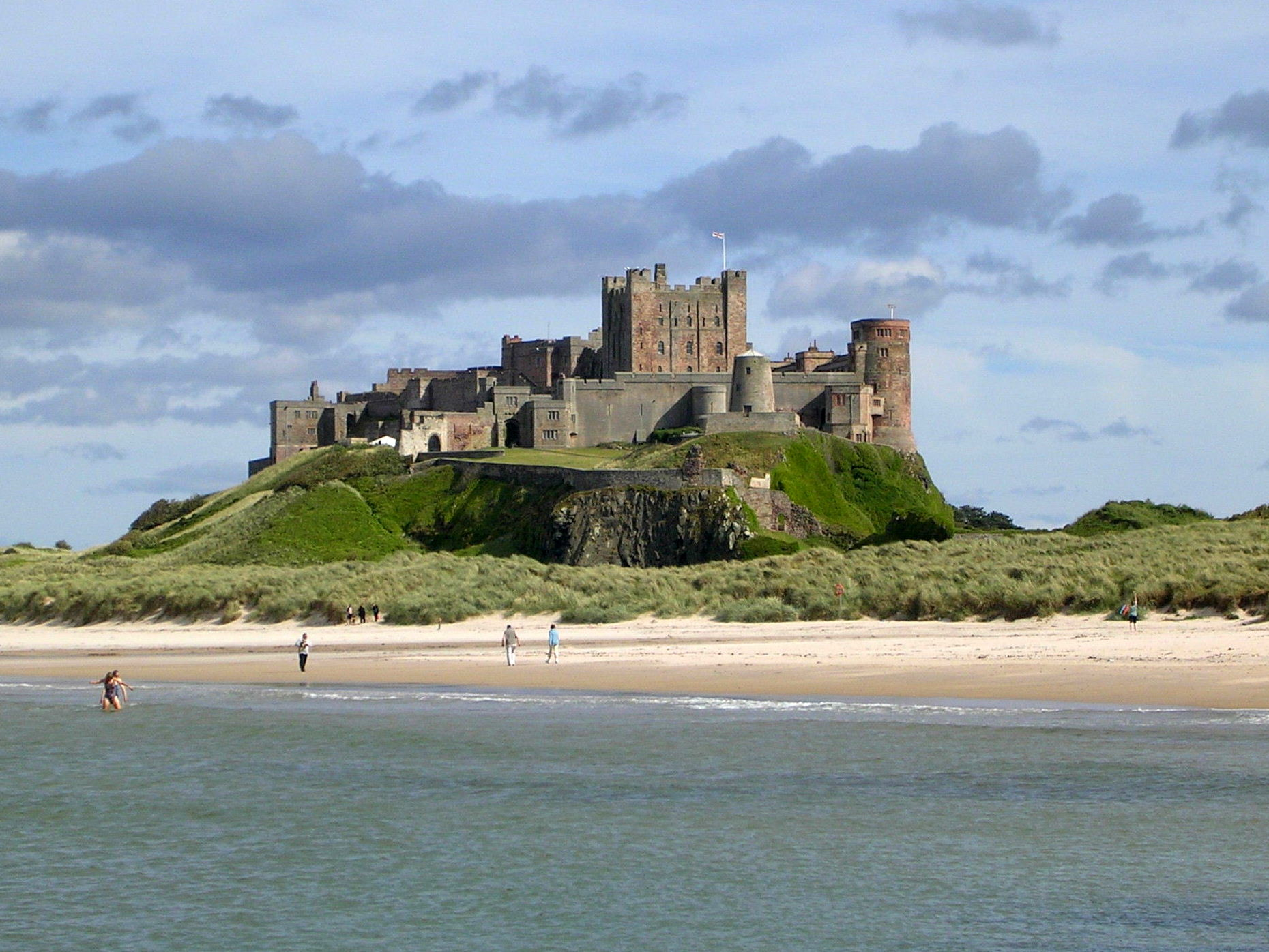
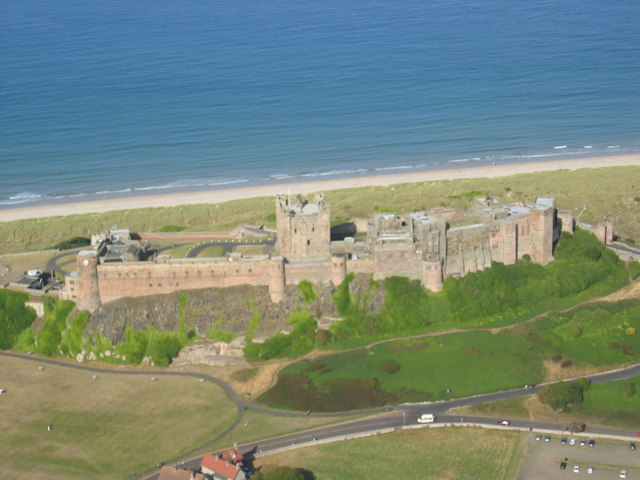
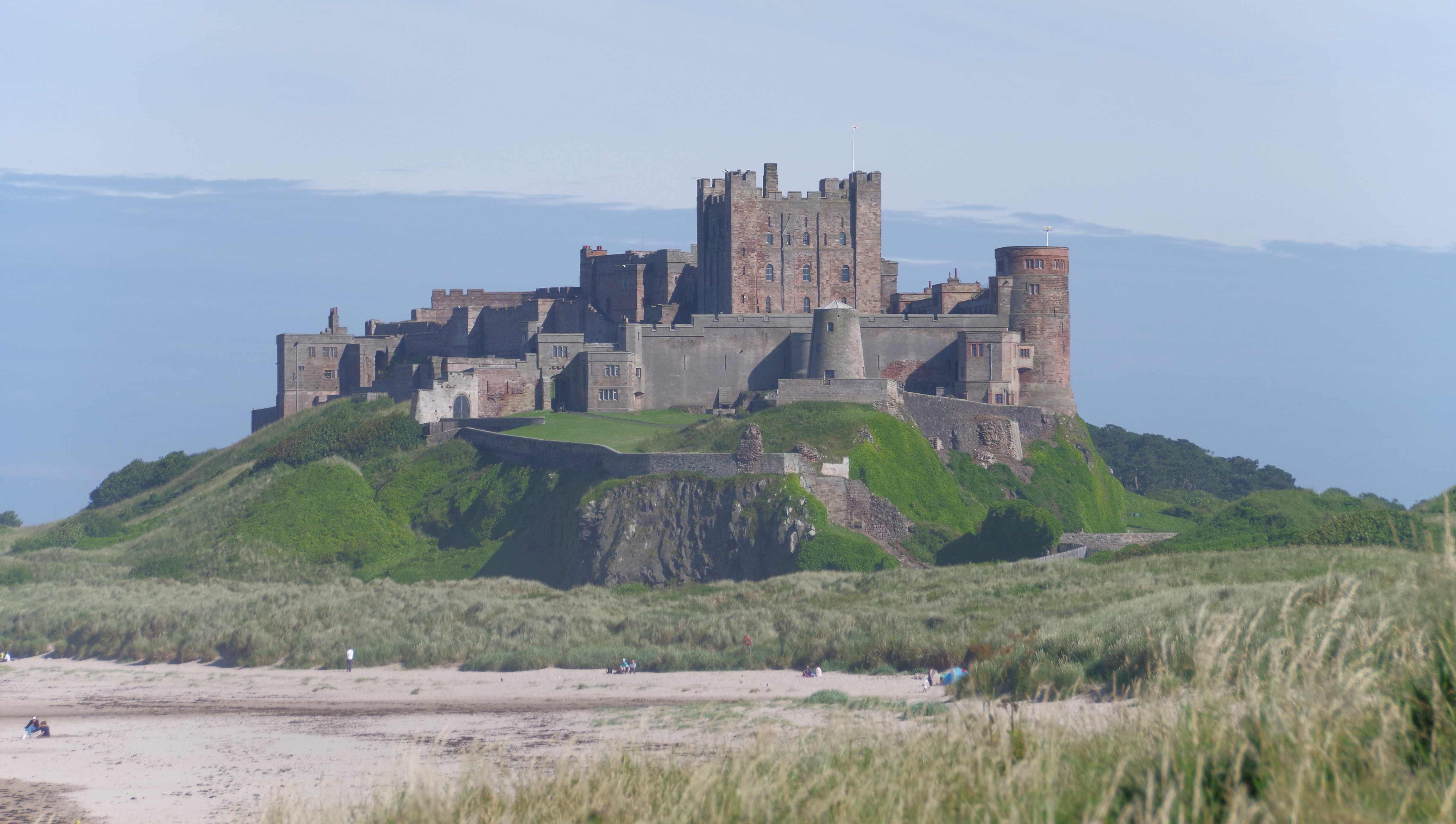
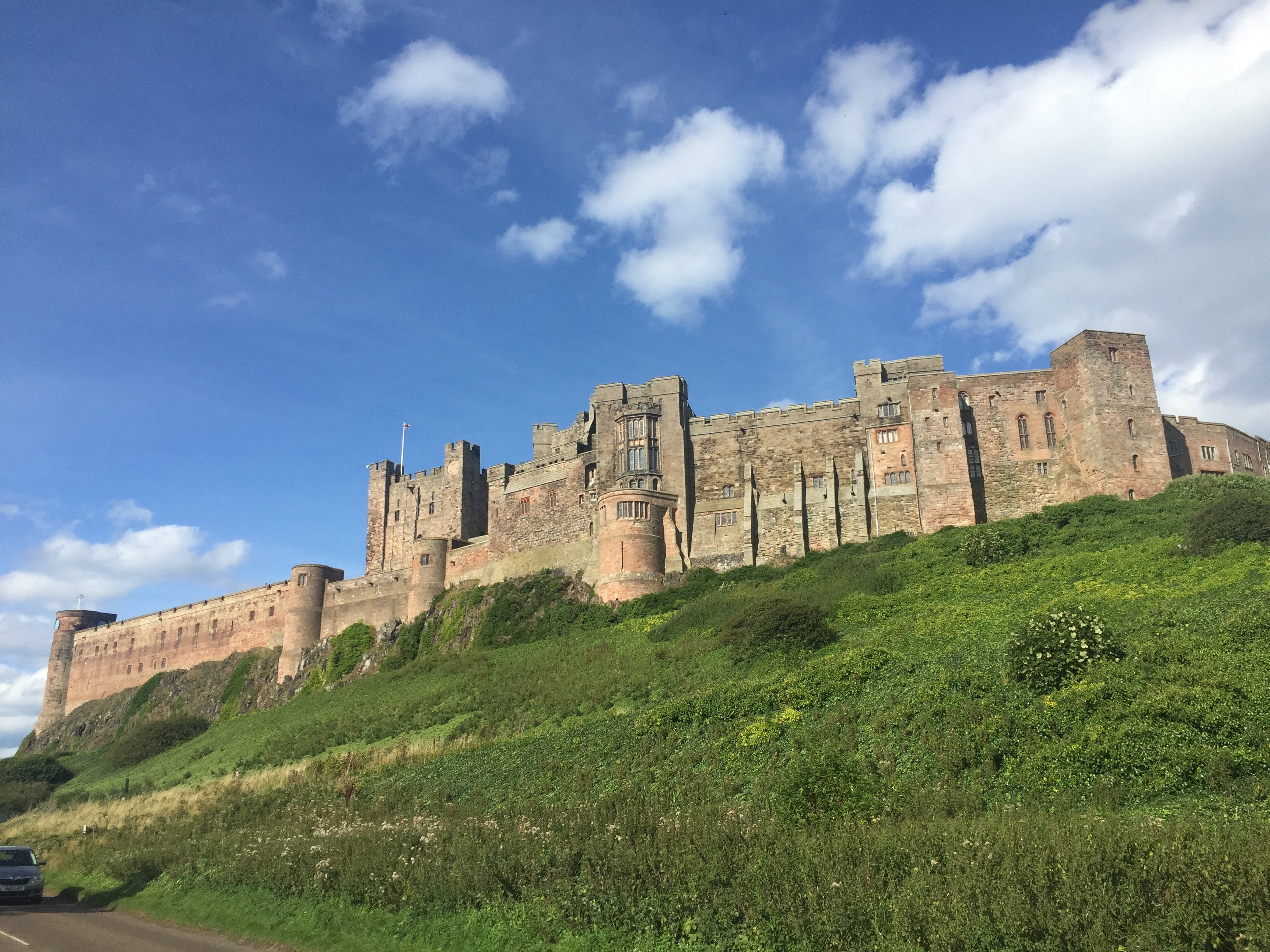
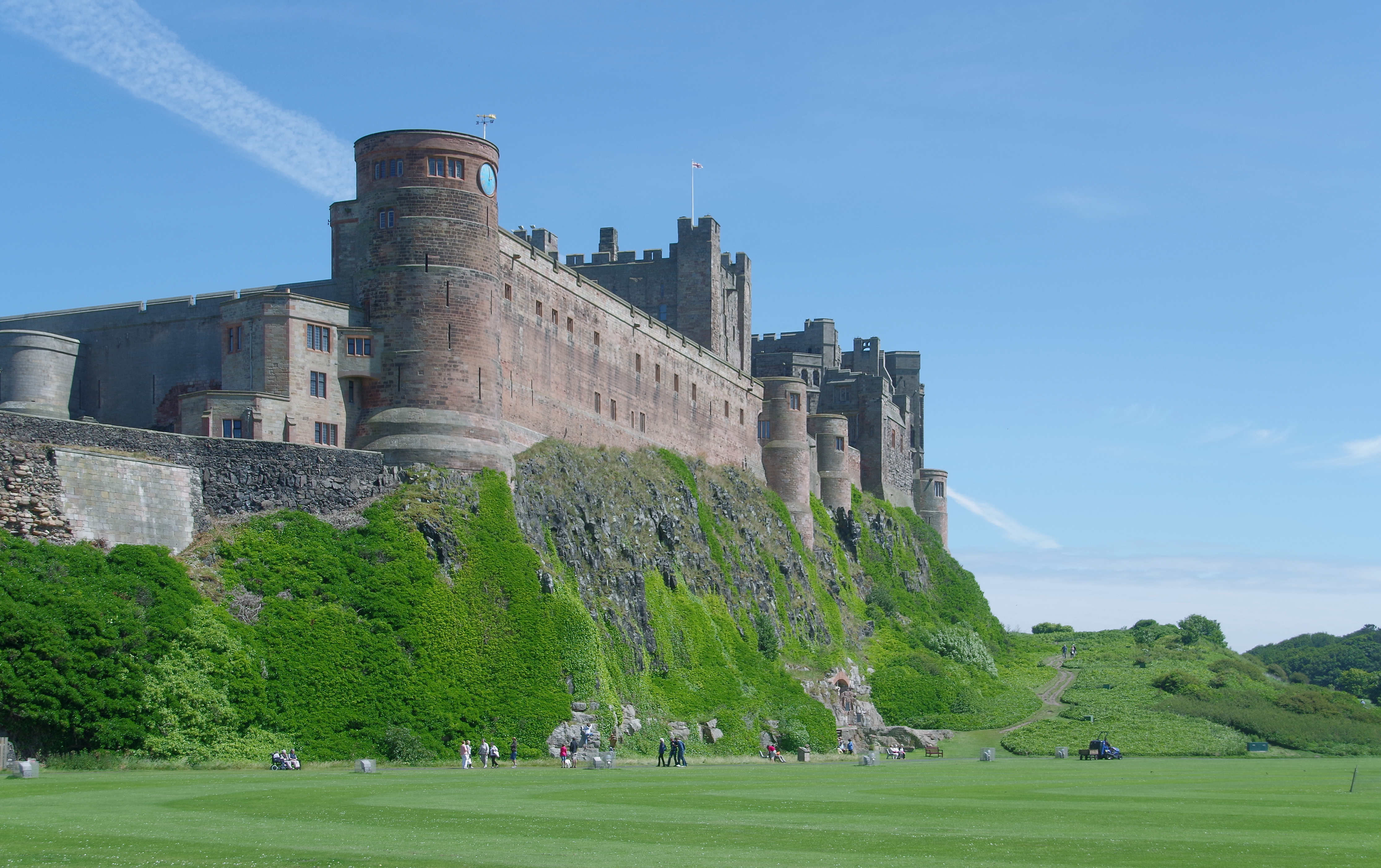
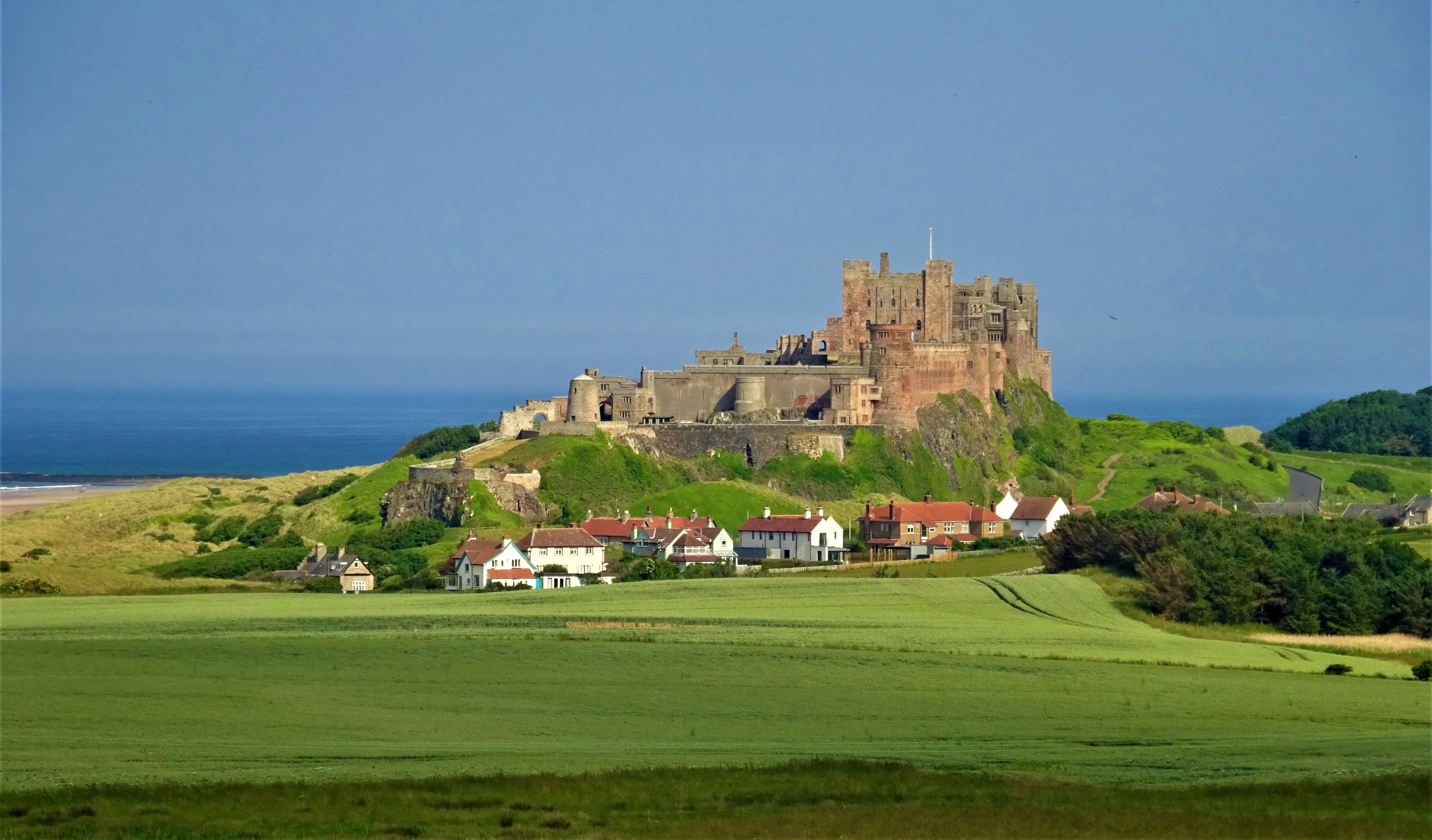
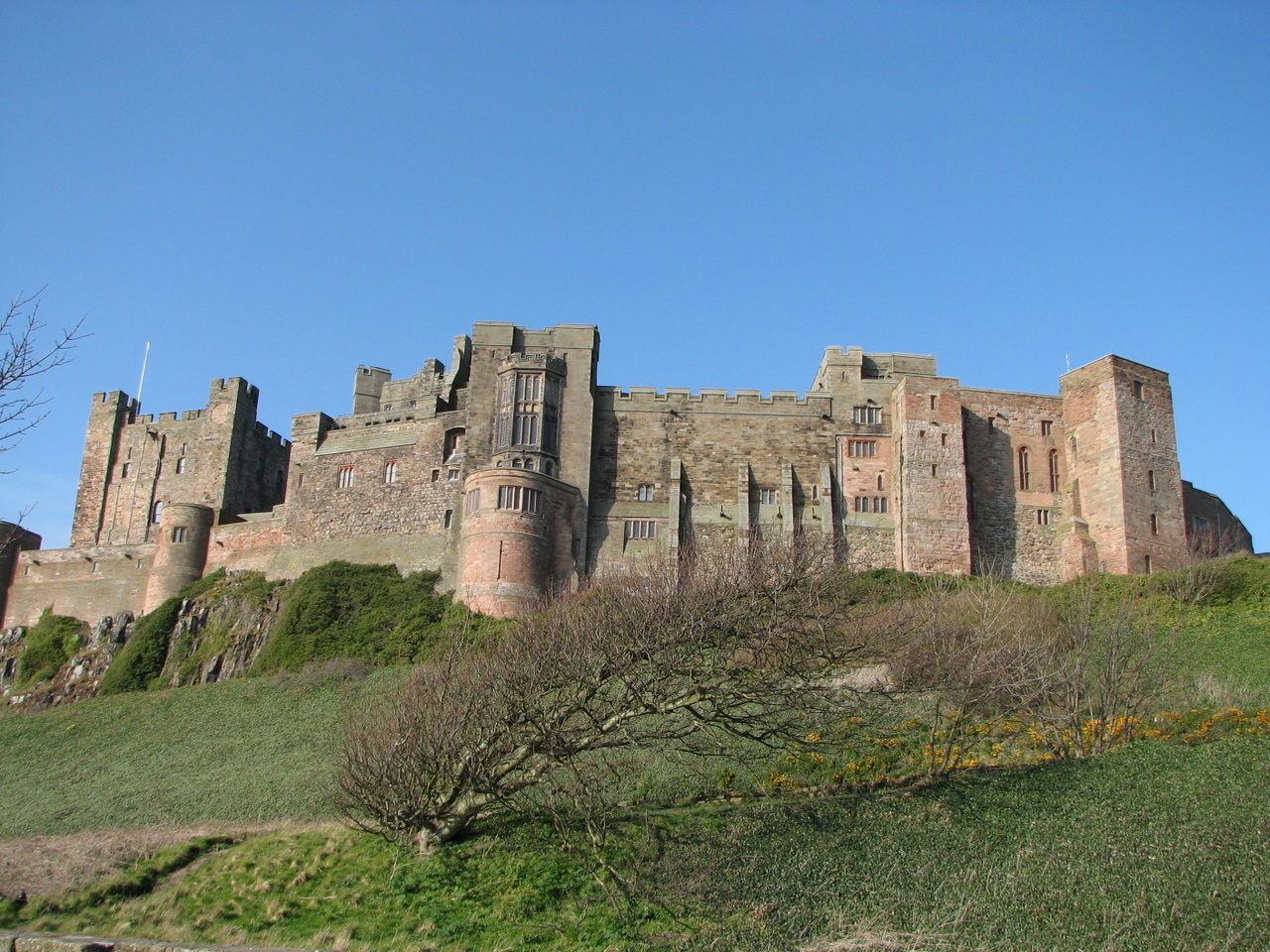
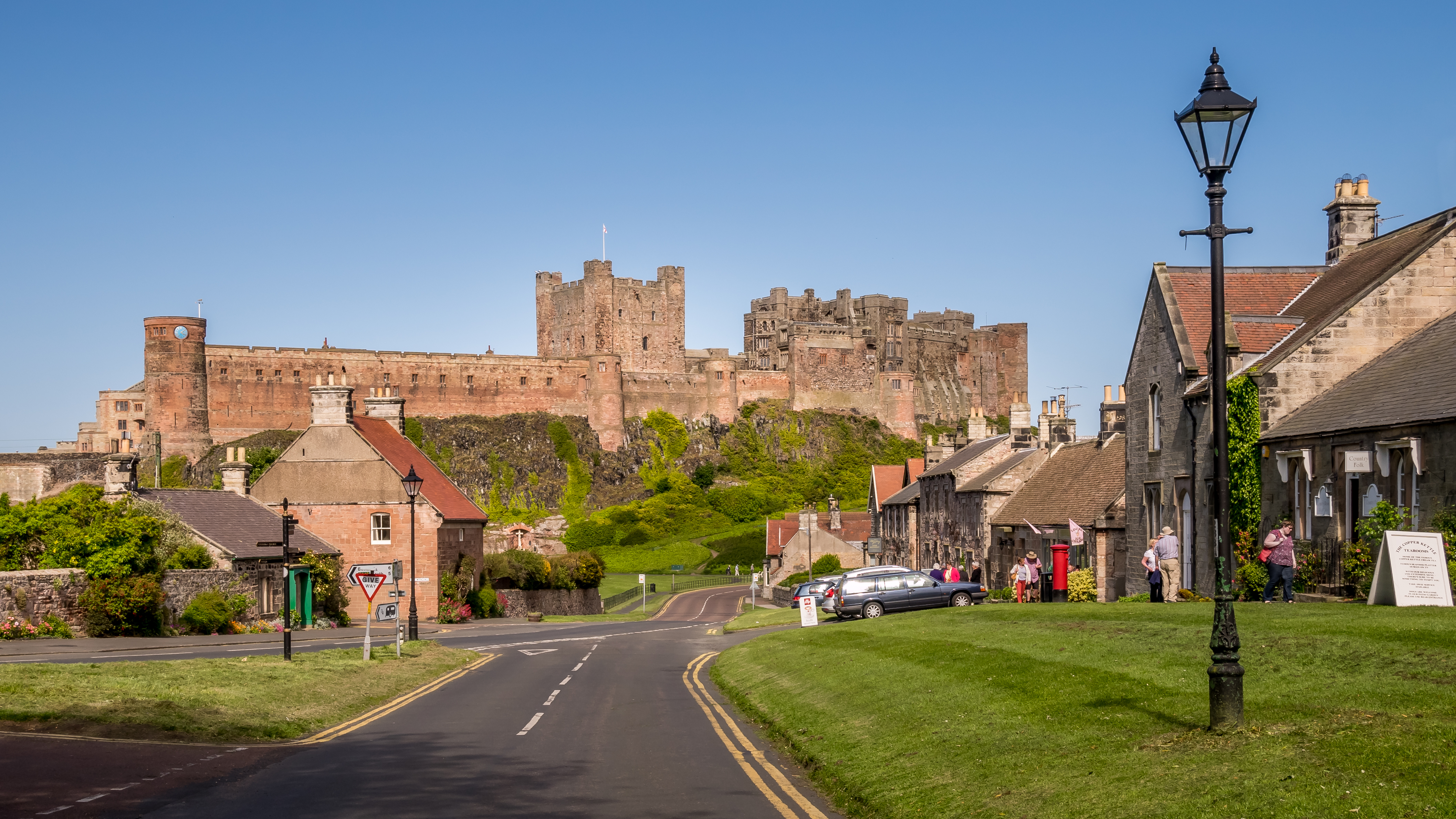

## Sources
- (en) Cet article est partiellement ou en totalité issu de l’article de Wikipédia en anglais intitulé « Bamburgh Castle » (voir la liste des auteurs).